# Vito Bellafiore
Vito Bellafiore (Santa Ninfa, 11 luglio 1929) è un politico italiano.

## Biografia
Di professione insegnante, milita nel Partito Comunista Italiano fin dalla più tenera età, ed entra presto a far parte degli Organismi Provinciali e Regionali del partito.
Nel 1971 è eletto Deputato Regionale nella lista unica PCI - PSIUP con 23.388 preferenze e fa parte della Commissione Lavori Pubblici. Non ripresenta la sua candidatura alle elezioni regionali successive.
È Sindaco del comune di Santa Ninfa ininterrottamente per 28 anni, partecipando a numerose battaglie politiche e culturali per la ricostruzione e la rinascita della Valle del Belice.
Il 26 giugno 1983 è eletto senatore per il PCI nel Collegio di Alcamo con 26.602 voti. Durante la legislatura è componente della Commissione Finanze e Tesoro e della Commissione parlamentare sulla destinazione dei fondi per il terremoto del Belice.
Viene poi rieletto senatore alle elezioni del 1987 nel Collegio di Alcamo con 25.139 voti, ma nel febbraio del 1988 dopo un ricorso di altro candidato del Collegio di Agrigento e la conseguente revisione dei voti elettorali viene dichiarato decaduto.

## Libro sul terremoto del Belice
Nel 2018 pubblica un libro in occasione del cinquantesimo anniversario del terremoto nella valle del Belice, in cui ricorda il sisma e ripercorre criticamente la controversa storia della ricostruzione.